# گالری هیوارد
گالری هیوارد (انگلیسی: Hayward Gallery) یک موزه هنری در لندن است.